# Línia 1 del TRAM Metropolità d'Alacant
La línia 1 és una de les línies del TRAM Metropolità d'Alacant, que serveix la zona metropolitana d'Alacant i la Marina Baixa. Actualment connecta Alacant amb Benidorm. El seu traçat va des de la futura Estació Intermodal fins a Dénia, amb les tres primeres estacions actuals (Estels, Mercat i MARQ-Castell) subterrànies a mode de metro.
Les seues parades són les següents, des del centre d'Alacant: Estels, Mercat, Marq-Castell (Marq-Castillo), Sangueta, La Illeta (La Isleta), Lucentum, El Campello, Poble Espanyol, Amerador, Coveta Fumà, Cala Piteres, Venta Lanuza, Paradís, la Vila Joiosa, Creueta, Costera Pastor, Hospital Vila, C.C. la Marina-Finestrat, Terra Mítica, Benidorm, Benidorm Intermodal.
Les estacions (tipus metro) Estels, Mercat i Marq-Castell són compartides amb les línies 2, 3 i 4, com ho serà també l'estació d'origen, Renfe Estació intermodal, quan estiga en funcionament. A més, les parades Sangueta, la Illeta i Lucentum són compartides amb les línies 3, 4 i 5; la parada del Campello, amb la línia 3, i les parades de Benidorm i Benidorm Intermodal, amb la línia 9.
De fet, una part important del recorregut de la línia 1 és igual que el de la línia 3, però la primera és més extensa (va més enllà del Campello) i, per contra, evita 10 parades de la línia 3: Albufereta, Condomina, Camp de Golf, Costa Blanca, Carrabiners, Muchavista, les Llances, Fabraquer, Salesians i Pla Barraques.